# Les Chiots Noël, la relève est arrivée
Série Chien Noël
La Mission de Chien Noël
(2010)
Pour plus de détails, voir Fiche technique et Distribution.
Les Chiots Noël, la relève est arrivée ou Le Chien Noël 2 : Les toutous de Noël au Québec (Santa Paws 2: The Santa Pups) est un film de Noël américano-canadien réalisé par Robert Vince (en), sorti en 2012.

## Synopsis
Le Chien Noël est papa de quatre adorables chiots : trois filles (Grelot, Espoir, Charité) et un fils (Noble[réf. nécessaire]). Ces quatre chenapans, qui enchaînent bêtises sur bêtises, décident d'emprunter le cristal magique d'Eddy, le chef des chiens lutins. Ils profitent d'embarquer clandestinement à bord du traîneau du Père Noël et d'une mission confiée à Mère Noël à Pineville, pour exaucer les souhaits grâce à la magie du cristal.  
Malheureusement rien ne se déroule comme prévu. Olympe, qui porte le cristal magique, exauce le vœu de Carter, malheureux en raison du décès de sa maman, celui où Noël disparaisse à jamais. Petit à petit l'esprit de Noël commence à disparaitre du cœur des habitants de Pineville. Carter, ayant compris que son souhait était dangereux pour les habitants du pôle nord et aidé de sa sœur Sarah, ainsi que de leurs nouveaux amis, fera tout pour que l'esprit de Noël regagne le cœur des gens.

## Fiche technique
- Titre français : Les Chiots Noël, la relève est arrivée
- Titre québécois : Le Chien Noël 2 : Les toutous de Noël
- Titre original : Santa Paws 2 : The Santa Pups
- Réalisation : Robert Vince
- Scénario : Anna McRoberts et Robert Vince, d'après les personnages créés par Charles Martin Smith et Robert Vince
- Décors : Chris August
- Cascadeur : Devyn Dalton
- Production : Anna McRoberts et Robert Vince
- Pays d'origine :  États-Unis /  Canada
- Langue originale : anglais
- Format : couleur
- Genre : Comédie
- Durée : 90 minutes (1h30)
- Dates de sortie DVD : 5 décembre 2012

## Distribution

### Acteurs
- Cheryl Ladd (VF : Céline Monsarrat ; VQ : Claudine Chatel) : la mère Noël
- George Newbern (VF : Georges Caudron) : Thomas Reynolds
- Danny Woodburn (VF : Jean-Loup Horwitz ; VQ : Daniel Lesourd) : Eli, le lutin
- Obba Babatundé : le maire Denny
- Kaitlyn Maher (VF : Joe-Lula Bourdeaux ; VQ : Marguerite D'Amour) : Sarah Reynolds
- Josh Feldman (VF : Tom Trouffier ; VQ : Nicolas DePassillé-Scott) : Carter Reynolds
- Ali Hillis : Agnes Bright
- Jennifer Elise Cox (VQ : Michèle Lituac) : Blue Bright
- Audrey Wasilewski : Dorothy Bright
- Jed Rees (en) : Roland
- Bill Chott : Monsieur Holman
- Paul Rae : Jeb Gibson
- Brian T. Finney : le shérif Andy
- Ted Rooney : M. Miller
- Pat Finn (en) (VF : Vincent Grass ; VQ : Denis Roy) : le père Noël
- Tatiana Gudegast : Sally

### Voix
- Aidan Gemme (VF : Victor Quilichini ; VQ : Xavier Laplante) : Olympe (Noble en VO)
- Tatiana Gudegast (VF : Lola Krellenstein ; VQ : Noor Barrere) : Ode (Hope en VO)
- G. Hannelius (VF : Clara Quilichini ; VQ : Noémie Charbonneau) : Clémence (Charity en VO)
- Marlowe Peyton (en) (VF : Lola Caruso ; VQ : Gabrielle Shulman) : Mélodie (en VF) / Grelot (en VQ) (Jingle en VO)
- Richard Kind (VQ : Michel M. Lapointe) : Eddy, un Jack Russell terrier
- Diedrich Bader (VQ : Frédérik Zacharek) : Comète, un des rennes du père Noël
- Chris Coppola (en) : Dancer, un des rennes du père Noël
- Josh Flitter (en) : Brutus, un bulldog anglais
- Trevor Wright (en) : Baxter
- Tom Everett Scott : Chien Noël (Santa Paws en VO)
- Bonnie Somerville : Mrs. Paws

 Source et légende : version française (VF) sur RS Doublage et version québécoise (VQ) sur Doublage Québec